# Diversity
Diversity es un grupo de street dance que se hizo conocido por ganar la tercera temporada de Britain's Got Talent, en mayo de 2009.
El grupo se formó en 2007. En su primer año juntos ganaron la competencia de street dance del Reino Unido.

## Miembros
Formado en 2007, el grupo se compone de miembros del este de Londres (Dagenham, Leytonstone) y Essex, y comprende tres grupos de hermanos y cuatro de sus amigos. Algunos de ellos se encuentran todavía en la escuela o la universidad, pero entre los miembros más antiguos figuran un ingeniero de sistemas de TI, un instalador de baños, y un vendedor de teléfonos.
El grupo se compone por: Ashley y Jordan Banjo; Mitchell y Sam Craske; Perri Luc Kiely; Warren Russell; Terry Smith; Nathan Ramsay.
El líder del grupo y coreógrafo es Ashley Banjo, un universitario que estudia Física.
Las últimas noticias sobre los integrantes, es que eran administrados por Danielle Banjo, la madre de Ashley y Jordan, con sede en el estudio Dancework. El 28 de julio de 2017, se anunció que el exmiembro Robert Anker había muerto tras un accidente automovilístico en Canadá. 

## Historia

### Antes de Diversity: Swift Moves
Antes de Diversity, la mayor parte del grupo pertenecía a Swift Moves o Swift Moves Juniors.  
Como Swift Moves, vencieron a KI (la tripulación de la que Marlon Wallen estuvo) en 2005 durante la segunda carrera de KI a siete victorias en The Jump Off, donde Swift Moves luchó un total de cuatro veces. 

### 2007: Formación y carrera temprana
Formado en 2007, aunque hubo algunos cambios de alineación entre 2007 y 2009 con Kiely Perri e Ike Chuks se unió al grupo, mientras que Robert Anker y Ashton Russell no participaron Gran Bretaña tiene Talento. Ganaron la competencia Street Dance Weekend 2007. Cuando actuaron en el Street Dance Weekend como invitados en 2008, el grupo estaba formado por amigos del este de Londres (Leytonstone y Dagenham) y Essex (Basildon), incluidos cuatro grupos de hermanos y otros tres miembros. Algunos todavía estaban en escuela o universidad, mientras que otros tenían trabajos propios. El grupo estaba formado por líderes y coreógrafo Banjo Ashley y los siguientes otros miembros: Robert Anker, Jordania Banjo, Sam Craske, Mitchell Craske, Warren Russell, Ashton Russell Kiely PerriIke Chuks, Terry Smith, Ian McNaughton, Jamie McNaughton y Matthew McNaughton. Ashton Russell interpretó el papel de Young Michael Jackson en el musical Thriller – En vivo. 

### 2017: Genesis Tour y debut de pantomima
Diversity mostró su séptima gira por el Reino Unido, Genesis. La gira es el elemento final de la saga Diversity Superhero, y aún no se ha anunciado una gira futura.
Del 9 de diciembre de 2017 al 14 de enero de 2018, Diversity hizo su pantomima debut en Whittington Dick en el Londres Palladium, junto Julián Clary, Elaine Paige, Paul Zerdin, Gary Wilmot, Havers Nigel y Charlie Stemp.
El 28 de julio de 2017, el miembro Robert Anker murió en un accidente automovilístico en Canadá.
El 6 de noviembre de 2017, se confirmó que Ashley Banjo era uno de los cuatro jueces en el revivido espectáculo de ITV Bailando sobre Hielo.  Diversity realizó un especial único de Navidad – llamado Una Noche de Servicios de Emergencia. Ashley Banjo regresó para su segunda serie de Bailando sobre Hielo 2019. 

## Britain's Got Talent
El grupo ganó la tercera temporada de Britain's Got Talent. Todos los jueces alabaron su desempeño, con Amanda Holden diciendo "este espectáculo es tan brillante, porque justo cuando creo que he visto de todo y que nada podría ser mejor ustedes aparecen". Piers Morgan describió la coreografía de Ashley Banjo como "genial" y afirmó que eran "hasta allí el mejor grupo de bailarines que hemos visto".
Diversity fueron anunciados como los ganadores en la final a pesar de las probabilidades en contra de 20 a 1 habiendo recibido el 24,9% del total de los votos. Simon Cowell dijo acerca de la presentación final de Diversity: "Si tuviera que ponerles nota, ésta sería la única actuación de esta noche a la que le daría un 10. Es pura y absoluta perfección lo que ustedes acaban de hacer allí".
Como ganadores de la competencia, Diversity deberá actuar ante la Reina del RU en el Royal Variety Show en diciembre de 2009.

## Después de Britain's Got Talent
Diversity han sido confirmados para actuar en el Wireless Festival en Hyde Park, Londres, el 5 de julio de 2009. Ellos también aparecieron en la película en 3-D StreetDance junto al grupo de baile Flawless, que también participaron en Britain's Got Talent, y junto al ganador de la temporada anterior George Sampson. La película se estrenó a fines de 2010. El grupo apareció en el programa de entrevistas Larry King Live el 6 de junio de 2009 hablando acerca de sus planes futuros.
El 7 de diciembre, Diversity actuaron en el "Royal Variety Performance", organizado en Blackpool y en la cadena de televisión ITV en el Reino Unido, el 16 de diciembre.
Así mismo, Diversity abrió el concurso de Miss Mundo, el domingo 6 de noviembre de 2011, en la ciudad de Londres, Inglaterra.